# Adele Zara
Adele Zara, all'anagrafe Adelaide Testa (Spinea, 10 febbraio 1882 – Oriago, 12 dicembre 1969), è stata un'infermiera italiana. Il 25 febbraio 1996 è stata inserita nella lista dei Giusti tra le nazioni dalla commissione dello Yad Vashem di Gerusalemme.

## Biografia
Nacque il 10 febbraio 1882 in Veneto, più precisamente a Spinea, ai confini con Chirignago. La madre fu costretta ad abbandonare l'occupazione di maestra elementare per seguire i figli, il padre invece fu un fattore presso una tenuta a Chirignago, dove si occupava dell'allevamento e dell'addestramento di cavalli da corsa.

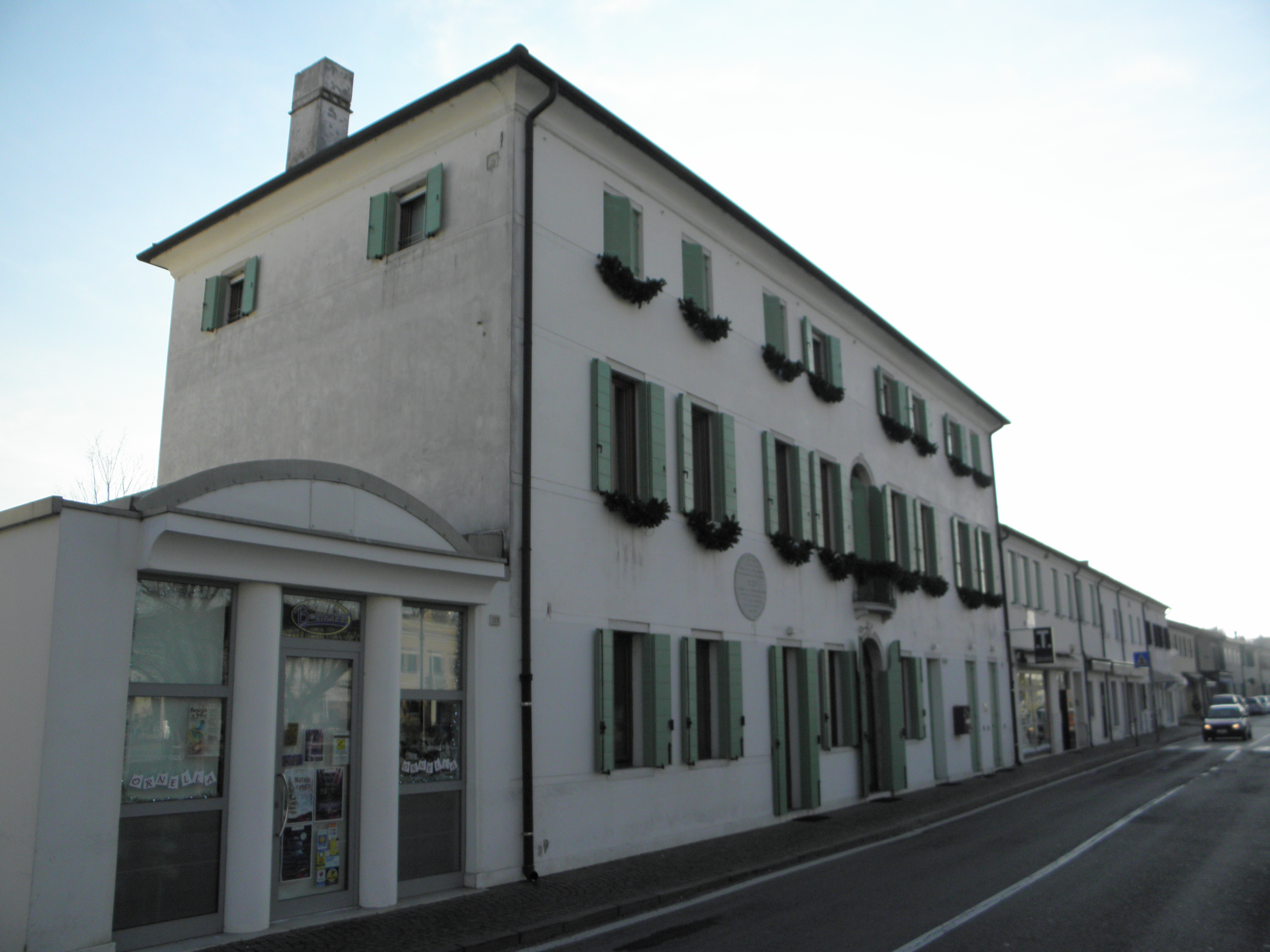
Palazzo Foscarini, conosciuto poi come Palazzo Zara, di proprietà della famiglia Zara in Riviera San Pietro n. 120

Dopo la morte del padre e il matrimonio dei fratelli, Adele si trasferì con la madre a Oriago dove conobbe Antonio Zara, membro di una piccola famiglia di commercianti locali. I due si sposarono nel 1904 stabilendosi a Oriago in Riviera San Pietro n. 120, in uno degli edifici di proprietà della famiglia Zara, in passato appartenuto alle famiglie Nani e Grimani, costruito nella metà del XVII secolo, affacciato sul Naviglio Brenta e sull'antica Chiesa di Santa Maria Maddalena.
Dal matrimonio dei coniugi Zara nacquero sette figli: Riccardo (1905), Editta (1906), Alfonso (1908), Luciano (1910), Maria Giovanna (1912), Neri (1916) ed Eraldo (1919). Troveranno tutti riparo, anche una volta adulti e sposati, presso l'abitazione di famiglia a Oriago.
Già prima del matrimonio Adele aveva intrapreso una carriera legata al mondo sanitario, frequentando a Padova diversi corsi di infermieristica e maturando poi diverse competenze attraverso esperienze familiari e di volontariato. Durante la Prima Guerra Mondiale, con il marito arruolato nell'esercito e lontano da casa, Adele fu volontaria nelle sale operatorie dell'ospedale militare di Padova come infermiera ferrista. Al termine del conflitto continuò la sua attività di infermiera a partire dal 1920, affiancando il dottor Francesco Bonollo, medico condotto di Oriago.
Un'epidemia di tifo mise a dura prova l'intera famiglia nel 1929: furono ventidue ammalati, gli unici a essere risparmiati furono la figlia Neri e Adele stessa, che si occupò di prestare assistenza ai familiari dedicando un intero piano dell'abitazione all'isolamento degli ammalati.
Nel 1940 morì Antonio Zara, lasciando ad Adele la gestione dei beni di famiglia, fra cui la proprietà dell'immobile. Nell'ottobre 1943 decise di accogliere in casa la famiglia Levi, di Trieste in fuga dalle persecuzioni antiebraiche, che nascose fino all'arrivo delle truppe alleate il 29 aprile 1945.
A causa di un incidente in motorino avvenuto nel 1958, data l'età avanzata e la precaria salute fisica, si vide costretta ad abbandonare il suo ruolo di assistente sanitaria. Si spense nel suo letto il 12 dicembre 1969.
Adele Zara fu proclamata 'Giusta fra le nazioni' il 25 febbraio 1996 dall'apposita commissione dello Yad Vashem di Gerusalemme. Con questo appellativo vengono onorate, secondo la tradizione ebraica, quelle figure eroiche di non ebrei che nel corso delle persecuzioni si sono adoperate, a rischio della propria vita, per nascondere e salvare ebrei.

## Rapporto con la famiglia Levi
Dopo l'armistizio dell'8 settembre 1943, al fine di evitare la deportazione, la famiglia Levi lasciò la propria casa di Trieste per cercare rifugio come sfollati. La famiglia allora contava Carlo Levi, sua moglie Elisa, la figlia tredicenne Fulvia e sua sorella (allora già sposata), i nonni e lo zio paterni. La famiglia Levi ha trovato rifugio nella campagna veneziana dove erano presenti dei familiare del ramo materno. Nel vano tentativo di raggiungere la Svizzera, impresa che solo la sorella di Fulvia era riuscita a compiere insieme al marito, la famiglia Levi si era separata: i nonni trovarono rifugio a Venezia mentre Carlo, Elisa e Fulvia trovarono ospitalità, nell'ottobre 1943, a Oriago, un piccolo borgo sul Brenta, presso la famiglia Zara. 
Adele Zara aveva sistemato la famiglia Levi presso la sua abitazione, facendola alloggiare nelle stanze di suo figlio, allora via di casa per la guerra. Fra novembre e dicembre i Levi cercarono per tre volte di fuggire in Svizzera, ma a causa delle costanti retate i contrabbandieri non si fidavano di lasciar emigrare nessuno. Dal dicembre del 1943 al 28 marzo del 1944 i Levi si stabilirono in casa Zara, sopravvivendo grazie a una tessera annonaria procurata dai figli di Adele e ai generi alimentari condivisi dagli abitanti locali. Nell'inverno del '43 Fulvia si era ammalata di pleurite e venne ricoverata all'ospedale di Dolo sotto il falso nome di Fulvia Zara.
A marzo la famiglia Levi fu costretta alla fuga a causa di una segnalazione della loro posizione. Trovarono rifugio presso varie abitazioni di Venezia. I figli di Adele continuarono ad avere rapporti stabili con la famiglia Levi, occupandosi di tenere in comunicazione i vari membri della famiglia sparsi nel territorio.
Il 20 luglio 1944 ritornarono definitivamente ad Oriago, sempre alloggiati presso la famiglia Zara, questa volta fino all'arrivo dei neozelandesi e degli americani il 29 aprile 1945.
I rapporti fra la famiglia Zara e la famiglia Levi si mantennero forti anche dopo la fine della guerra. A dimostrazione di questo, Fulvia Levi partecipò nel corso degli anni alle celebrazioni per il Giorno della Memoria, il 27 gennaio, a Oriago tenutesi di fronte alla lapide in ricordo di Adele Zara, fino al 2020, anno della sua scomparsa.

## Onorificenze
- Giusta fra le nazioni, 1996

## Titolatura

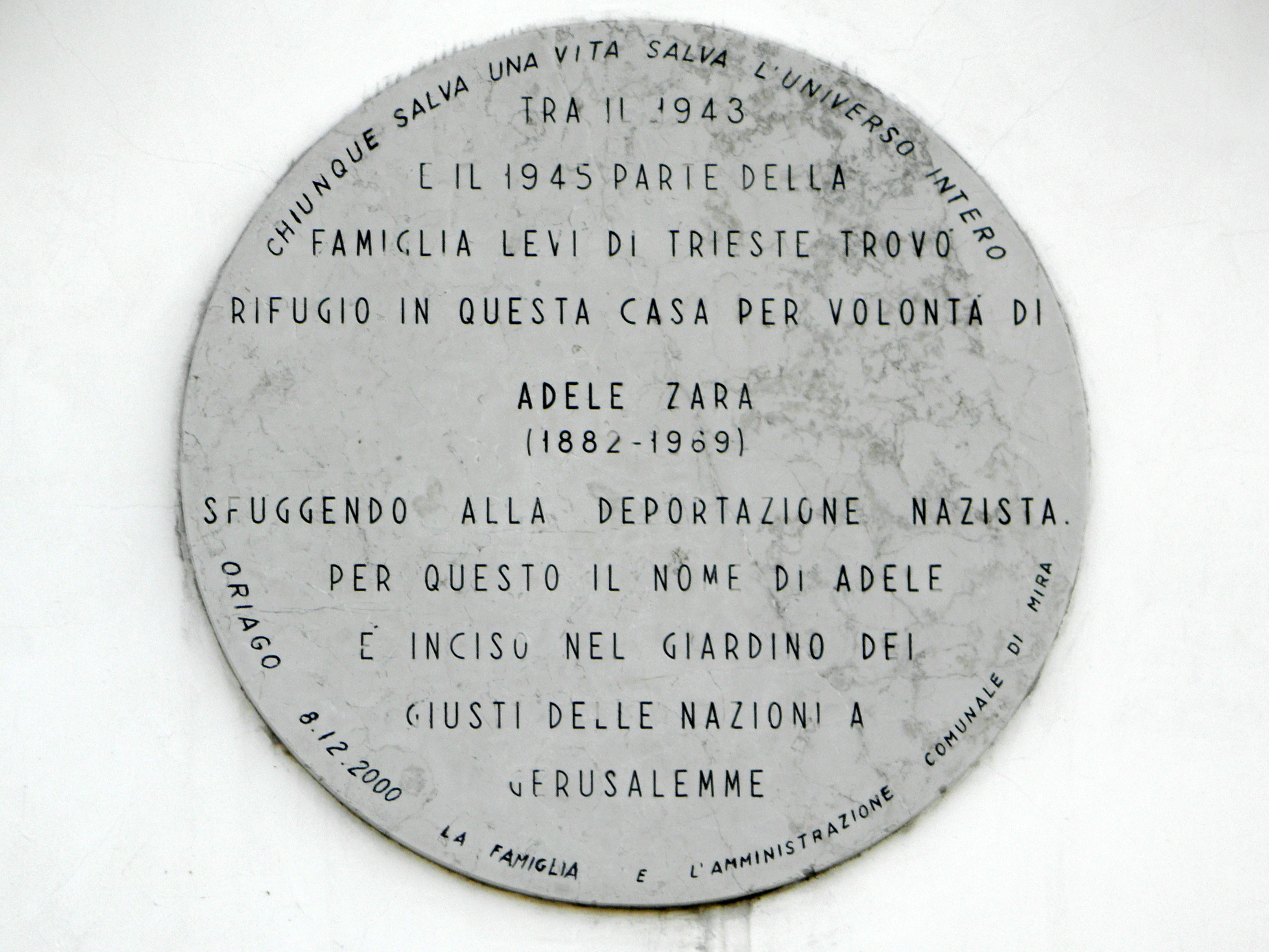
Lapide posizionata sulla facciata di Palazzo Zara

Il 25 aprile 1999 l'Istituzione comunale di Mira intitola il ponte pedonale di Oriago ad Adele Zara. La targa apposta al parapetto del ponte cita "All'eroismo quotidiano di Adele Zara perché il suo gesto sia sempre ricordato". 
L'8 dicembre 2000 viene posta una lapide in ricordo di Adele Zara, opera dell'ingegner Luca De Lorenzo Poz, pronipote di Adele, sulla facciata del Palazzo Zara.
Il 4 dicembre 2001 viene affissa una targa in memoria di Adele Zara presso l'ospedale Alyn di Gerusalemme.
Il 3 marzo 2012 si avviano i lavori per la costruzione di una Casa di riposo presso il Comune di Mira intitolata ad Adele Zara.